# Friedrich Siegmund Pfannstiel
Friedrich Siegmund Pfannstiel (* 14. März 1847 in Weidebrunn (Stadt Schmalkalden); † 26. März 1922 ebenda) war ein deutscher Gutsbesitzer und Abgeordneter des Provinziallandtages der preußischen Provinz Hessen-Nassau.

## Leben
Friedrich Siegmund Pfannstiel wurde als Sohn des Gutsbesitzers und Abgeordneten Siegmund Pfannstiel und dessen Gemahlin Christiane Friedericke Möllinghof geboren. Er leistete seinen Militärdienst bei der Landwehr und war hier später als Major im Offiziersrang eingesetzt, übernahm den elterlichen Gutshof und wurde 1890 in indirekter Wahl in den Kurhessischen Kommunallandtag des Regierungsbezirks Kassel gewählt, aus dessen Mitte er zum Abgeordneten des Provinziallandtages der Provinz Hessen-Nassau bestimmt wurde.   